# Chokeslam
Chokeslam là một chiêu thức mạnh và nổi tiếng trong giới đô vật. Đòn chokeslam hoàn toàn dùng tay: dùng một tay để bóp cổ đối thủ rồi dùng tay còn lại nâng lên đối phương lên rồi dùng tay bóp cổ nhấc lên và đập mạnh đối phương xuống sàn đấu. Đây là đòn kết liễu mạnh của một số võ sĩ đô vật to lớn như The Undertaker, Kane, Big Show....Tận dụng sức mạnh đôi tay và chiều cao của mình, họ nâng đối thủ lên và quăng xuống sàn đấu hay họ dùng bàn, ghế hay là kể cả thùng rác làm điểm tiếp đất của đối thủ. Động tác này được xem như là đòn kết liễu của một số đô vật. Có một số biến thể như: chokeslam backbreaker, back suplex chokeslam, douple chokeslam,....

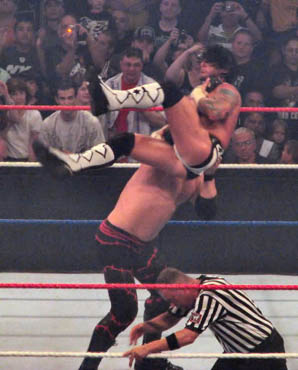
Chokeslam của Kane